# آيت حسان (آيت أيوب)
آيت حسان هي منطقة تقع في جماعة أولاد علي يوسف دائرة أوطاط الحاج المغرب.جهة فاس مكناس إقليم بولمان الأطلس المتوسط الشرقي 

## الموقع الجغرافي
تقع منطقة آيت حسان ضمن جماعة أولاد علي يوسف، التابعة لـ دائرة أوطاط الحاج في جهة فاس مكناس، إقليم بولمان، وسط سلسلة جبال الأطلس المتوسط الشرقي. تعد المنطقة من أعلى المناطق في الإقليم، حيث تتميز بجبال شاهقة ومناظر طبيعية خلابة، لكنها تعاني من التهميش وضعف البنية التحتية. كما تعرف المنطقة بتساقط كثيف للثلوج، خاصة في الدواوير التي ترتفع فوق 2000 متر عن سطح البحر، مما يزيد من عزلة السكان خلال فصل الشتاء.

## السكان والثقافة
تعتبر آيت حسان منطقة أمازيغية بامتياز، حيث يتحدث سكانها اللغة الأمازيغية ويعتزون بهويتهم الثقافية، رغم محاولات تعريب المنطقة على مر السنين. السكان يعتمدون بشكل رئيسي على رعي الأغنام الزراعة المعيشية وزراعة المدرجات الزراعية في التضاريس الجبلية.

## المعالم والاقتصاد
تتمتع المنطقة بمؤهلات سياحية هائلة بفضل طبيعتها الجبلية، ووديانها الخلابة، وتنوعها البيئي، لكنها لم تستغل بالشكل الكافي بسبب ضعف البنية التحتية. من أبرز المعالم السياحية في المنطقة:
- الشلالات الطبيعية التي تضفي جمالًا طبيعيًا على المنطقة وتعد من الوجهات السياحية المحتملة.
- المدرجات الزراعية التي قام السكان بإنشائها على الأراضي الجبلية الوعرة، ما يجعلها واحدة من أبرز المعالم الثقافية والطبيعية في المنطقة.
- طريق بناء المنازل بالحجارة والتي تُعتبر فنًا معماريًا فريدًا حيث يبني السكان منازلهم على الصخور الجبلية، ما يضيف لمسة جمالية ويُظهر براعتهم في التعامل مع الطبيعة.
- وادي شݣ الأرض، الذي يبدأ من دوار المسارح (إخف وسيف) ويمر عبر عدة قبائل قبل أن يصل إلى مدينة أوطاط الحاج حيث يصب في وادي ملوية
- فاكهة التوت البري، التي تُعتبر من أندر الفواكه في المنطقة.
- غاباتها التي كانت مغطاة بالأشجار سابقًا،